# MAYU (VOCALOID)
MAYU（まゆ）とは、VOCALOID3用の音声ライブラリ、またそのイメージキャラクターである。EXIT TUNESから発売された。
パッケージ版(QWCE-00264)は 2012年12月5日に、ダウンロード版は 2013年7月4日に発売された。
価格はパッケージ版が11,500円、ダウンロード版が7,980円となっている。
(2025年5月現在、公式VOCALOIDショップでダウンロード版は税込みで8360円)

## 概要
音声提供者は森永真由美。ライブラリにはパッケージ版とダウンロード版があり、パッケージ版には楽曲入りCDが同梱。キャラクターの公式設定はヤンデレな女子中学生とされている。
2012年5月6日に行われたEXIT TUNES主催のライブイベント「EXIT TUNES ACADEMY」の中でサプライズとして存在が披露されたため、MAYUの誕生日はこの日とされている。
ライブラリは2012年12月5日に発売された。
特典としてボカロP達による書き下ろし全30曲収録の2枚組スペシャルCDの他、非売品のストラップとマウスパッドも付属する。また「歌ってみたの本 別冊exit tunes magazine」にてMAYUの体験版が応募者全員にプレゼントされる企画も行われた。
2013年7月から、ライブラリのみのダウンロード販売も開始。

## 設定
イメージキャラクターの公式設定は裾に鍵盤をあしらったゴスロリ姿で、右手に斧、左手にマイク一体型のぬいぐるみ（宇佐乃ミミ）を持っているヤンデレ中学生となっている。
鍵盤やスピーカーの意匠をあしらったロリィタファッションに身を包み、マイクと兼用と思われるうさぎのぬいぐるみを手に持っている。
公式サイトの顔の部分にカーソルを当てると表情が変化するようになっている。

## 関連リンク
- VOCALOID3 Library MAYU（公式サイト）